# Mucormicosi
La mucormicosi è un'infezione fungina causata da alcuni organismi dell'ordine Mucorales. I generi di fungo più diffusi sono Mucor, Rhizopus, Absidia e Cunninghamella. La malattia è caratterizzata da un'ifa che cresce dentro e attorno ai vasi sanguigni; viene anche chiamata malattia da "fungo nero".
Talvolta la mucormicosi è considerata un sinonimo di zigomicosi. Tuttavia, quest'ultima malattia considera anche le infezioni dell'ordine dei funghi Entomophthorales, mentre la mucormicosi esclude tale gruppo tassonomico.

## Epidemiologia
I soggetti più a rischio sono quelli immunocompromessi, ad esempio i diabetici o coloro che si stanno sottoponendo ad una cura per un accumulo di metalli nell'organismo (la cosiddetta terapia chelante).
La mucormicosi è un'infezione molto rara, e come tale è difficile da diagnosticare mentre il paziente è ancora in vita. Tuttavia, un centro oncologico statunitense ha rivelato che la mucormicosi è stata rinvenuta nello 0,7% delle autopsie e in circa 20 pazienti per ogni 100 000 ricoveri in tale centro.
Un campione di almeno 8 infezioni si è verificato a seguito del tornado di Joplin del 2011.

## Sintomatologia
La forma più diffusa di mucormicosi è quella rinocerebrale, l'infezione può essere causata anche da lesioni primarie cutanee o in organi quali i polmoni o la zona gastrointestinale. Di solito la mucormicosi è riconoscibile per le lesioni necrotiche che appaiono sulla mucosa nasale o sul palato. L'incursione intravascolare delle ife conduce ad una progressiva necrosi tissutale che può coinvolgere il setto nasale, il palato, le ossa periorbitarie o i seni paranasali.
I sintomi più frequenti sono:
- dolore
- febbre
- cellulite orbitale
- proptosi
- secrezione nasale purulenta
- necrosi della mucosa

La necrosi può estendersi fino alla zona cerebrale, causando convulsioni, trombosi del seno cavernoso, afasia o emiplegia.

## Diagnosi
Per poter essere diagnosticata correttamente tale infezione, c'è bisogno di un alto indice di sospetto e di corrette ed accurate esaminazioni dei campioni di tessuto per la ricerca di ife di diametro largo ed irregolare e con aspetto alquanto ramificato. Per ragioni non chiare, di solito le colture microbiologiche risultano negative anche quando le ife sono chiaramente visibili. Eventuali disfacimenti ossei significativi sono spesso sottostimati dalla TC e dalle tecniche radiologiche standard.

## Terapie
L'infezione si cura mediante amfotericina B. Affinché la terapia antimicotica abbia esito positivo, il diabete del paziente dev'essere controllato, l'eventuale immunosoppressione risolta ed eventuali trattamenti con deferossamina sospesi.

## Prognosi
Nella maggior parte dei casi, la prognosi di mucormicosi è infausta e i tassi di mortalità variano a seconda della sua forma, della sua gravità e della terapia effettuata. Nella forma rinocerebrale, il tasso di mortalità è compreso fra il 30% e il 70%; la mucormicosi disseminata presenta il tasso di mortalità più elevato, con valori superiori al 90%. 
I pazienti con AIDS hanno quasi il 100% di tasso di mortalità. Le possibili complicanze di mucormicosi includono la perdita parziale della funzione neurologica, la cecità e la coagulazione dei vasi cerebrali o polmonari.